# Persone di cognome Wells
| Questa pagina contiene informazioni ricavate automaticamente dalle voci biografiche con l'ausilio del template Bio e di un bot. L'aggiornamento è periodico e automatico e ricostruisce completamente la pagina. Se manca una persona in questa lista, sei pregato di non aggiungerla, ma accertati piuttosto che la sua voce biografica contenga il template Bio e che i dati anagrafici siano correttamente compilati. Se il template Bio manca, inseriscilo tu stesso o, in alternativa, metti l'avviso {{tmp\|Bio}} che ne segnala la mancanza. Se i dati riportati sono sbagliati, correggi direttamente la voce biografica; le modifiche saranno visibili in questa lista entro pochi giorni. Per chiarimenti vedi il progetto antroponimi. La lista contiene solo le 83 persone che sono citate nell'enciclopedia e per le quali è stato implementato correttamente il template Bio. Pagina aggiornata al 23 lug 2025. |

Questa è una lista di persone presenti nell'enciclopedia che hanno il cognome Wells, suddivise per attività principale.

## Allenatori di pallacanestro(1)
- Cliff Wells, allenatore di pallacanestro e dirigente sportivo statunitense (Indianapolis, n. 1896 - Garland, † 1977)

## Animatori(1)
- Simon Wells, animatore, regista e sceneggiatore britannico (Cambridge, n. 1961)

## Arcivescovi cattolici(1)
- Peter Bryan Wells, arcivescovo cattolico e diplomatico statunitense (Tulsa, n. 1963)

## Armonicisti(1)
- Junior Wells, armonicista statunitense (Memphis, n. 1934 - Chicago, † 1998)

## Astronomi(1)
- Don J. Wells, astronomo statunitense (n. 1965)

## Attori(6)
- Danny Wells, attore e doppiatore canadese (Montréal, n. 1941 - Toronto, † 2013)
- John Wells, attore e sceneggiatore britannico (Ashford, n. 1936 - Sussex, † 1998)
- Orlando Wells, attore britannico (Tonbridge, n. 1973)
- Robb Wells, attore e sceneggiatore canadese (Moncton, n. 1971)
- Stuart Wells, attore britannico (Wallsend, n. 1982)
- Vernon Wells, attore e doppiatore australiano (Rushworth, n. 1945)

## Attrici(4)
- Claudia Wells, attrice statunitense (Kuala Lumpur, n. 1966)
- Dawn Wells, attrice statunitense (Reno, n. 1938 - Los Angeles, † 2020)
- Dolly Wells, attrice e sceneggiatrice britannica (Londra, n. 1971)
- Noël Wells, attrice e doppiatrice statunitense (San Antonio, n. 1986)

## Attrici pornografiche(1)
- Deborah Wells, ex attrice pornografica ungherese (Budapest, n. 1968)

## Biologi(1)
- Jonathan Wells, biologo statunitense (New York, n. 1942 - † 2024)

## Calciatori(4)
- Herb Wells, calciatore statunitense (Brockton, n. 1901 - Exton, † 1978)
- Nahki Wells, calciatore bermudiano (Hamilton, n. 1990)
- Peter Wells, ex calciatore inglese (Nottingham, n. 1956)
- Zach Wells, ex calciatore statunitense (Costa Mesa, n. 1981)

## Canottieri(3)
- Henry Wells, canottiere britannico (Londra, n. 1891 - Newton Abbot, † 1967)
- John Wells, canottiere statunitense (Mississippi, n. 1859 - New Orleans, † 1929)
- Matthew Wells, canottiere britannico (Bradford, n. 1979)

## Cantanti(4)
- Brandi Wells, cantante statunitense (Chester, n. 1955 - Chester, † 2003)
- Emily Wells, cantante, polistrumentista e compositrice statunitense (Amarillo, n. 1981)
- Mary Wells, cantante statunitense (Detroit, n. 1943 - Los Angeles, † 1992)
- Tauren Wells, cantante statunitense (Battle Creek, n. 1986)

## Cantautori(1)
- Wayne Static, cantautore e polistrumentista statunitense (Muskegon, n. 1965 - Landers, † 2014)

## Cestisti(10)
- Bonzi Wells, ex cestista statunitense (Muncie, n. 1976)
- Dez Wells, cestista statunitense (Raleigh, n. 1992)
- Cameron Wells, cestista statunitense (Houston, n. 1988)
- Bubba Wells, ex cestista e allenatore di pallacanestro statunitense (Russellville, n. 1974)
- Isaac Wells, ex cestista statunitense (Jackson, n. 1985)
- Jaylen Wells, cestista statunitense (Sacramento, n. 2003)
- Jayson Wells, ex cestista statunitense (Cleveland, n. 1976)
- Jerry Lee Wells, cestista statunitense (Glasgow, n. 1944 - Glasgow, † 2014)
- Owen Wells, cestista e allenatore di pallacanestro statunitense (Providence, n. 1950 - Boston, † 1993)
- Ralph Wells, cestista statunitense (Chicago, n. 1940 - Chicago, † 1968)

## Chitarristi(1)
- Craig Wells, chitarrista e compositore statunitense (San Francisco, n. 1963)

## Compositori(1)
- Robert Wells, compositore, pianista e cantante svedese (Stoccolma, n. 1962)

## Crickettisti(1)
- Joseph Wells, crickettista inglese (Penshurst Place, n. 1828 - Liss, † 1910)

## Critici letterari(1)
- Stanley Wells, critico letterario e anglista britannico (Kingston upon Hull, n. 1930)

## Economiste(1)
- Robin Wells, economista e saggista statunitense (n. 1959)

## Esperantisti(1)
- John C. Wells, esperantista e linguista britannico (Bootle, n. 1939)

## Fotografi(1)
- Mike Wells, fotografo britannico

## Fumettisti(1)
- Zeb Wells, fumettista, regista e sceneggiatore statunitense (n. 1977)

## Giocatori di baseball(1)
- David Wells, giocatore di baseball statunitense (Torrance, n. 1963)

## Giocatori di calcio a 5(1)
- Jason Wells, ex giocatore di calcio a 5 australiano (n. 1971)

## Giocatori di football americano(5)
- Beanie Wells, giocatore di football americano statunitense (Akron, n. 1988)
- David Wells, giocatore di football americano statunitense (Fresno, n. 1995)
- Dean Wells, giocatore di football americano statunitense (Louisville, n. 1970 - † 2025)
- Josh Wells, giocatore di football americano statunitense (Mechanicsville, n. 1991)
- Scott Wells, ex giocatore di football americano statunitense (Spring Hill, n. 1981)

## Giocatori di snooker(1)
- Daniel Wells, giocatore di snooker gallese (Neath, n. 1988)

## Hockeisti su ghiaccio(1)
- Mark Wells, hockeista su ghiaccio statunitense (St. Clair Shores, n. 1957 - Escanaba, † 2024)

## Ingegneri(1)
- Alan Arthur Wells, ingegnere britannico (Goff's Oak, n. 1924 - † 2005)

## Linguisti(1)
- George Albert Wells, linguista e saggista britannico (Londra, n. 1926 - † 2017)

## Lottatori(1)
- Wayne Wells, ex lottatore statunitense (Abilene, n. 1946)

## Modelle(1)
- Kerry Anne Wells, modella australiana (Perth, n. 1951)

## Musicisti(1)
- Greg Wells, musicista e produttore discografico canadese (Peterborough, n. 1968)

## Odontoiatri(1)
- Horace Wells, dentista statunitense (Hartford, n. 1815 - New York, † 1848)

## Ostacoliste(1)
- Kellie Wells, ostacolista statunitense (Richmond, n. 1982)

## Paleontologi(1)
- John West Wells, paleontologo, biologo e geologo statunitense (Filadelfia, n. 1907 - Ithaca, † 1994)

## Personaggi televisivi(1)
- Dan Wells, personaggio televisivo e attore statunitense (Contea di Orange, n. 1973)

## Pittori(1)
- John Wells, pittore inglese (Londra, n. 1907 - Penwith, † 2000)

## Politici(1)
- Henry H. Wells, politico e avvocato statunitense (Rochester, n. 1823 - Palmyra, † 1890)

## Predicatori(1)
- James Wells, predicatore e teologo inglese (Hampshire, n. 1803 - † 1872)

## Produttori televisivi(1)
- John Wells, produttore televisivo, sceneggiatore e regista statunitense (Alexandria, n. 1956)

## Pugili(1)
- Bobby Wells, ex pugile britannico (n. 1961)

## Registe(1)
- Charlotte Wells, regista e sceneggiatrice britannica (Edimburgo, n. 1987)

## Sceneggiatori(1)
- George Wells, sceneggiatore e produttore cinematografico statunitense (New York, n. 1909 - Newport Beach, † 2000)

## Scrittori(2)
- Benedict Wells, scrittore tedesco (Monaco di Baviera, n. 1984)
- H. G. Wells, scrittore britannico (Bromley, n. 1866 - Londra, † 1946)

## Scrittrici(4)
- Carolyn Wells, scrittrice e poetessa statunitense (Rahway, n. 1862 - New York, † 1942)
- Martha Wells, scrittrice statunitense (Fort Worth, n. 1964)
- Rebecca Wells, scrittrice e attrice statunitense (Alexandria, n. 1952)
- Rosemary Wells, scrittrice e illustratrice statunitense (New York, n. 1943)

## Storici(1)
- Colin Wells, storico e archeologo britannico (West Bridgford, n. 1933 - Bangor, † 2010)

## Triatleti(1)
- Rick Wells, ex triatleta neozelandese (Nuova Zelanda)

## Velocisti(1)
- Allan Wells, ex velocista britannico (Edimburgo, n. 1952)

## Senza attività specificata(2)
- John Wells, allenatore di rugby a 15 e ex rugbista a 15 inglese (Driffield, n. 1963)
- Swithun Wells, inglese (Otterbourne - Londra, † 1591)